# Чемпионат РСФСР по хоккею с шайбой
Чемпионат РСФСР по хоккею с шайбой (официально — Первенство) – турнир хоккейных команд России и, в ряде сезонов, других союзных республик (звание чемпиона при этом получала лучшая российская команда турнира). Проводился с 1947 по 1977 годы.

## История
После проведения первого чемпионата СССР, в следующем сезоне были организованы массовые соревнования на первенство городов, областей и республик. На уровне союзных республик, кроме чемпионатов прибалтийских республик, проводившихся уже два года, был также организован первый чемпионат РСФСР. В отличие от других подобных турниров, его победитель, или сразу несколько лучших команд, зачастую получали право играть в чемпионате СССР.
Первоначально звание чемпиона РСФСР присуждалось победителю соответствующего соревнования. В сезоне 1955/56 количество участников в чемпионате СССР было увеличено почти в два раза, с 22 до 39, из них было только две нероссийские команды, и звание чемпиона стал получать (за исключением сезона 1956/57) победитель класса «Б».

В сезоне 1959/60 класс «Б», несмотря на участие команд из других союзных республик, объединённых в одну зону, был переименован в 1-ю группу первенства РСФСР, звание чемпиона стал получать её победитель.

Начиная с сезона 1965/66 звание чемпиона присуждалось победителю возрождённого класса «Б» чемпионата СССР, а с сезона 1969/70 — лучшей команде второй группы (лиги) класса «А», для чего проводились матчи между лучшими российскими командами западной и восточной зон.

## Чемпионы РСФСР[2][3][4][5]
| Сезон     | Победитель                       |
| --------- | -------------------------------- |
| 1947/1948 | «Спартак» Воронеж                |
| 1948/1949 | «Динамо» Новосибирск             |
| 1949/1950 | «Химик» Электросталь             |
| 1950/1951 | «Химик» Электросталь (2)         |
| 1951/1952 | «Химик» Электросталь (3)         |
| 1952/1953 | «Динамо» Новосибирск (2)         |
| 1953/1954 | «Химик» Воскресенск              |
| 1954/1955 | «Крылья Советов» Новосибирск     |
| 1955/1956 | «Буревестник» Челябинск          |
| 1956/1957 | «Крылья Советов» Новосибирск (2) |
| 1957/1958 | ЛИИЖТ Ленинград                  |
| 1958/1959 | «Спартак» Омск                   |
| 1959/1960 | «Металлург» Сталинск             |
| 1960/1961 | СКА Куйбышев                     |
| 1961/1962 | СК им. Урицкого Казань           |
| 1962/1963 | «Дизелист» Пенза                 |
| 1963/1964 | СКА Новосибирск                  |
| 1964/1965 | «Машзавод» Златоуст              |
| 1965/1966 | «Металлург» Серов                |
| 1966/1967 | «Олимпия» Кирово-Чепецк          |
| 1967/1968 | «Торпедо» Подольск               |
| 1968/1969 | «Локомотив» Омск                 |
| 1969/1970 | «Динамо» Ленинград               |
| 1970/1971 | СКА Калинин                      |
| 1971/1972 | «Кристалл» Электросталь (4)      |
| 1972/1973 | «Химик» Омск (2)                 |
| 1973/1974 | «Дизелист» Пенза (2)             |
| 1974/1975 | «Ижсталь» Ижевск                 |
| 1975/1976 | СК им. Урицкого Казань (2)       |
| 1976/1977 | «Кристалл» Электросталь (5)      |